# روبرت فاین
روبرت فاین (انگلیسی: Robert Fein; ۹ دسامبر ۱۹۰۷ – ۲ ژانویهٔ ۱۹۷۵) وزنه‌بردار اهل اتریش بود.